# Guédike
Guédike (en rus: Гедике) és un poble (un possiólok) del krai de Khabàrovsk, a Rússia, que el 2012 tenia 13 habitants. Pertany al districte rural de Viàzemski.